# Сезон ФК «Динамо» (Київ) 2008—2009
Сезон «Динамо» (Київ) 2008–2009 — 18-й сезон київського «Динамо» у чемпіонатах України. Єврокубковий сезон «Динамо» розпочне у кваліфікації до Ліги чемпіонів УЄФА 2009–2010, де намагатиметься потрапити до групової стадії турніру.

## Склад команди
| № | Поз. | Нац.     | Гравець               |
| - | ---- | -------- | --------------------- |
|   | ВР   | Україна  | Олександр Шовковський |
|   | ВР   | Україна  | Станіслав Богуш       |
|   | ВР   | Україна  | Тарас Луценко         |
|   | ЗХ   | Бразилія | Бетао                 |
|   | ЗХ   | Україна  | Олег Допілка          |
|   | ЗХ   | Сербія   | Горан Саблич          |
|   | ЗХ   | Марокко  | Бадр Ель-Каддурі      |
|   | ЗХ   | Україна  | Олександр Романчук    |
|   | ЗХ   | Україна  | Андрій Сахневич       |
|   | ЗХ   | Україна  | Віталій Мандзюк       |
|   | ЗХ   | Україна  | Андрій Несмачний      |
|   | ПЗ   | Україна  | Микола Морозюк        |
|   | ПЗ   | Україна  | Сергій Кравченко      |
|   | ПЗ   | Україна  | Тарас Михалик         |
|   | ПЗ   | Україна  | Олег Гусев            |
|   | ПЗ   | Грузія   | Малхаз Асатіані       |
|   | ПЗ   | Румунія  | Тіберіу Гіоане        |

| № | Поз. | Нац.       | Гравець          |
| - | ---- | ---------- | ---------------- |
|   | ПЗ   | Сенегал    | Пап Діакате      |
|   | ПЗ   | Бразилія   | Карлос Корреа    |
|   | ПЗ   | Україна    | Олександр Алієв  |
|   | ПЗ   | Хорватія   | Огнєн Вукоєвич   |
|   | ПЗ   | Україна    | Роман Зозуля     |
|   | ПЗ   | Румунія    | Флорін Чернат    |
|   | ПЗ   | Фінляндія  | Роман Єременко   |
|   | ПЗ   | Нігерія    | Франк Теміле     |
|   | ПЗ   | Нігерія    | Аїла Юссуф       |
|   | НП   | Гвінея     | Ісмаель Бангура  |
|   | НП   | Україна    | Артем Кравець    |
|   | НП   | Бразилія   | Гільєрме         |
|   | НП   | Узбекистан | Максим Шацьких   |
|   | НП   | Україна    | Артем Мілевський |
|   | НП   | Сербія     | Милош Нинкович   |
|   | НП   | Україна    | Андрій Ярмоленко |

## Суперкубок України

### Виступи
| Раунд | Команда | Рахунок   |
| ----- | ------- | --------- |
| фінал | Шахтар  | 1:1(3:5п) |

## Чемпіонат України
| Тур | Команда     | Рахунок     | Тур | Команда    | Рахунок     | Тур | Команда     | Рахунок     |
| --- | ----------- | ----------- | --- | ---------- | ----------- | --- | ----------- | ----------- |
| 1   | Іллічівець  | 2:0Протокол | 11  | Зоря       | 5:0Протокол | 21  | Арсненал    | 3:0Протокол |
| 2   | Дніпро      | 1:3Протокол | 12  | Таврія     | 1:3Протокол | 22  | Металург Д  | 0:2Протокол |
| 3   | Металіст    | 1:2Протокол | 13  | Карпати    | 4:0Протокол | 23  | Чорноморець | 3:1Протокол |
| 4   | Ворскла     | 2:2Протокол | 14  | ФК Львів   | 1:0Протокол | 24  | Кривбас     | 2:1Протокол |
| 5   | Металург З  | 2:0Протокол | 15  | Шахтар     | 1:0Протокол | 25  | ФК Харків   | 1:0Протокол |
| 6   | Арсненал    | 0:2Протокол | 16  | Іллічівець | 3:4Протокол | 26  | Зоря        | 0:1Протокол |
| 7   | Металург Д  | 1:0Протокол | 17  | Дніпро     | 2:1Протокол | 27  | Таврія      | 3:2Протокол |
| 8   | Чорноморець | 0:3Протокол | 18  | Металіст   | 0:2         | 28  | Карпати     | 1:4Протокол |
| 9   | Кривбас     | 3:0Протокол | 19  | Ворскла    | 4:1Протокол | 29  | ФК Львів    | 0:1Протокол |
| 10  | ФК Харків   | 0:4Протокол | 20  | Металург З | 1:3Протокол | 30  | Шахтар      | 1:0         |

Примітка

Блакитним кольором виділені домашні ігри.

## Кубок України

### Виступи
| Раунд       | Команда | Рахунок     |
| ----------- | ------- | ----------- |
| 1/16 фіналу | Олком   | 0:5Протокол |
| 1/8 фіналу  | Зоря    | 2:0Протокол |
| 1/4 фіналу  | Сталь А | 1:4Протокол |
| 1/2 фіналу  | Шахтар  | 1:0Протокол |

## Ліга чемпіонів УЄФА

### Виступи
| Раунд                        | Команда        | ДМ  | ВМ  | Загальний рахунок |
| ---------------------------- | -------------- | --- | --- | ----------------- |
| Третій кваліфікаційний раунд | Спартак Москва | 4:1 | 4:1 | 2:8               |
| Груповий раунд               | Порту          | 1:0 | 1:2 | 2:2               |
| Груповий раунд               | Арсенал        | 1:1 | 0:1 | 1:2               |
| Груповий раунд               | Фенербахче     | 0:0 | 1:0 | 1:0               |

## Кубок УЄФА
| Раунд       | Команда  | ДМ  | ВМ  | Загальний рахунок |
| ----------- | -------- | --- | --- | ----------------- |
| 1/16 фіналу | Валенсія | 1:1 | 2:2 | 3:3               |
| 1/8 фіналу  | Металіст | 1:0 | 2:3 | 3:3 (ч)           |
| 1/4 фіналу  | ПСЖ      | 0:0 | 3:0 | 3:0               |
| 1/2 фіналу  | Шахтар   | 1:1 | 1:2 | 1:2               |